# Arkley

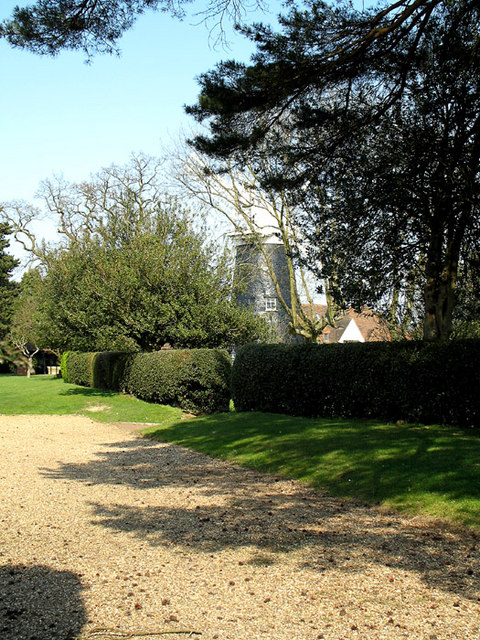
Le moulin à vent de Barnet Gate

Arkley est un village situé dans le borough londonien de Barnet.

## Description géographique
Arkley est un long village qui s'étire entre Barnet et Stirling Corner (en) et est composé des anciens hameaux de Barnet Gate (en), Rowley Green et le hameau de Arkley. Il est situé à 17,1 km au nord-nord-ouest de Charing Cross et son altitude est de 147 mètres en fait l'un des points les plus élevés de Londres (en).

## Événements
Graham Hill et Tony Brise, pilotes automobiles en Formule 1, sont morts à Arkley lorsque l'avion privé de Hill s'est écrasé sur le terrain de golf, en 1975.

## Curiosités
Le Barnet Gate Mill (en) est l'un des plus anciens moulins à vent du sud de l'Angleterre.